# Louhossoa
Louhossoa (baskisch Luhuso) ist eine französische Gemeinde mit 871 Einwohnern (Stand: 1. Januar 2022) im Département Pyrénées-Atlantiques in der Region Nouvelle-Aquitaine. Louhossoa gehört zum Arrondissement Bayonne und zum Kanton Baïgura et Mondarrain (bis 2015: Kanton Espelette). Die Einwohner werden Luhusoar genannt.

## Geografie
Louhossoa liegt etwa 22 Kilometer südsüdöstlich von Bayonne am Nive (baskisch: Errobi) im französischen Baskenland und der historischen Landschaft Labourd. Umgeben wird Louhossoa von den Nachbargemeinden Macaye im Norden und Osten, Bidarray im Süden, Itxassou im Westen sowie Cambo-les-Bains im Nordwesten.
Durch die Gemeinde führt die frühere Route nationale 132 (heutige D918).

## Bevölkerungsentwicklung
| 1962                      | 1968 | 1975 | 1982 | 1990 | 1999 | 2006 | 2012 | 2021 |
| ------------------------- | ---- | ---- | ---- | ---- | ---- | ---- | ---- | ---- |
| 481                       | 452  | 505  | 508  | 521  | 580  | 784  | 890  | 856  |
| Quelle: Cassini und INSEE |      |      |      |      |      |      |      |      |

## Sehenswürdigkeiten
- Kirche Notre-Dame-de-l’Assomption aus dem 17. Jahrhundert

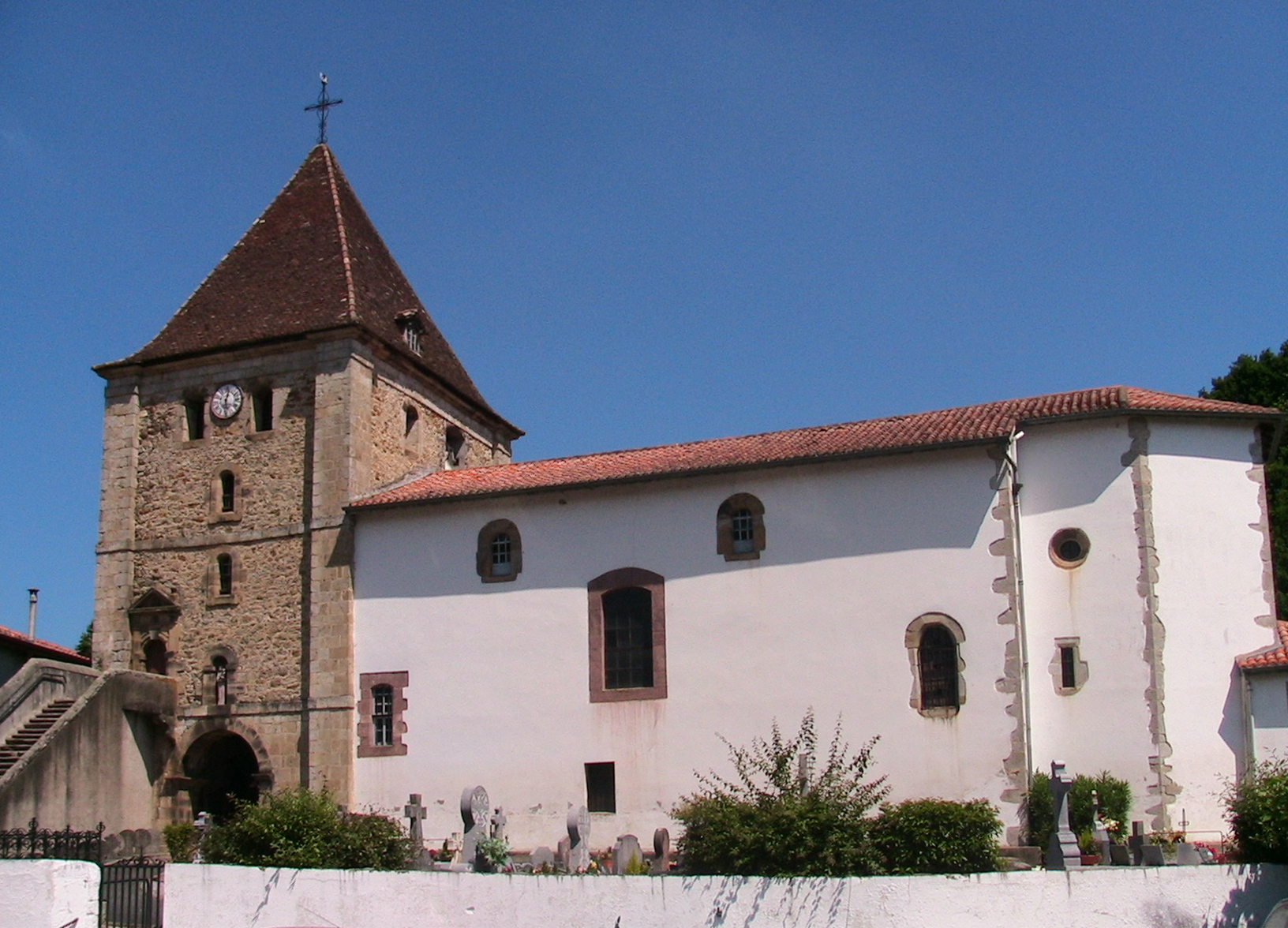
Kirche Notre-Dame-de-l’Assomption